# Manuel del Pópulo Vicente García
Manuel del Pópulo Vicente García (Sevilla, 21 januari 1775 – Parijs, 10 juni 1832) was een achttiende-eeuwse Andalusische tenor, componist en zangpedagoog. Uit zijn huwelijk met de sopraan Joaquina Sitches werden drie kinderen geboren. De familie was erg muzikaal.
- Maria Malibran
- Manuel Patricio Rodríguez García
- Pauline Viardot-García

- Bibsys: 46625
- Biblioteca Nacional de España: XX843380
- Bibliothèque nationale de France: cb125024884 (data)
- CiNii: DA15655885
- Gemeinsame Normdatei: 119186497
- International Standard Name Identifier: 0000 0000 8115 807X
- Library of Congress Control Number: nr93012923
- Nationale Bibliotheek van Letland: 000073092
- MusicBrainz: 363bb8a0-112e-43c8-90e9-b692a9087e92
- Nationale Bibliotheek van Tsjechië: xx0087449
- Nationale Bibliotheek van Israël: 987007339601105171
- Nederlandse Thesaurus van Auteursnamen: 16319209X
- Réseau des bibliothèques de Suisse occidentale: 02-A012445100
- SNAC: w6rx9pvv
- Système universitaire de documentation: 034249990
- Virtual International Authority File: 37022651
- WorldCat: E39PBJyrXPpYmCYWHb3X3GwwG3